# 蘇志誠
蘇志誠（1955年12月6日—），臺南新營人。李登輝任總統時曾擔任總統辦公室主任，曾代表李登輝出任與中國大陸的「密使」，被視為李登輝的親信。在二月政爭時期曾與宋心濂、宋楚瑜被稱為「兩宋一蘇」。

## 生平
蘇志誠畢業於建國中學，大學就讀中國文化大學物理學系，大二時轉入政治學系。蘇志誠在就讀文化大學時與李登輝獨子李憲文結為好友，在李憲文患鼻咽癌時曾入住台大醫院照顧李憲文，被外界認為此舉受到李登輝信賴。
李登輝就任總統後，蘇志誠出任總統府辦公室主任。在二月政爭時期，蘇志誠曾收到中國國民黨秘書長李煥到總統府找郝柏村，打算撤銷提名李元簇的消息。後來蘇志誠向媒體曝光副總統人選可能換人的消息，使媒體到陽明山中山樓圍堵非主流派。:74最後在2月11日，國民黨臨時中全會中正式通過李登輝、李元簇代表國民黨參選正副總統。
1990年代，蘇志誠曾透過南懷瑾的牽線，成為代表中國國民黨主席李登輝的「密使」，與中共中央對話，包括與楊尚昆的代表楊斯德見面。之後與汪道涵見面，促成辜汪會談。也曾與江澤民的親信曾慶紅會面。
蘇志誠與宋楚瑜早期曾被視為李登輝的親信。然而自宋楚瑜因精省與李登輝不和後，蘇志誠多次批判宋楚瑜。
李登輝卸任總統後，蘇志誠退出政壇、轉向進修佛學，1999年以筆名「覺航居士」寫書《心靈直覺錄：小師父的叮嚀》（遠流出版，ISBN 9573237695），2020年於網路劇《國際橋牌社》擔任政治顧問並客串總統府第一局局長。
蘇志誠在退出政壇後坦言，遇到過去有恩怨的人，他都會公開鞠躬道歉，而「至今唯一不接受我的道歉的，只有宋楚瑜」。有一天，蘇志誠在華泰大飯店1樓遇見宋楚瑜與朋友來吃飯，蘇志誠趕緊上前向宋楚瑜鞠躬；宋楚瑜看著蘇志誠，愣了一下，然後轉身離開。
2020年10月6日，立法院會議通過國民黨立法院黨團提出的「請求美國協助抵抗中共」及「與美國復交」決議案，蘇志誠表示，「要把我們的命運交給遠在天邊的人來協防我們，為什麼現在的政治人物做得出來？」蘇志誠說，「兩岸永遠是李登輝最關心的」，如果李登輝在天上知道此事，李登輝一定會罵「lín teh chhòng siáⁿ-hòe? （你們在做什麼）」。蘇志誠表示，李登輝把匪諜相關法律都廢除，人民才能免於恐懼；現在完全執政的民主進步黨卻漸漸恢復，「匪諜就在你身邊的條文開始緊摳過來，這是李總統不想見到的台灣民主方式」。

## 爭議
由於蘇志誠的高爭議性以及受李登輝的信賴，成為受到注目與攻擊的對象。2004年，歌手羅大佑專輯《美麗島》收錄的歌〈阿輝飼了一隻狗〉，歌詞「阿輝仔飼一隻阿誠仔狗」中的「阿誠仔狗」即被認為影射蘇志誠。2006年7月，名嘴汪笨湖在其主持的網路政論節目發表給李登輝的公開信，批評李登輝被身邊的小朝廷蒙蔽，「週遭的人圍著你，也有所謂的小朝廷，像過去你當總統時身邊的蘇志誠」。

## 影視形象
| 年份 | 作品        | 演員   |
| ---- | ----------- | ------ |
| 2019 | 幻術 (電影) | 王道南 |
| 2020 | 国际桥牌社  | 陈家逵 |

## 相關書籍
- 李登輝受訪，鄒景雯採訪紀錄，《李登輝執政告白實錄》。台北：印刻出版。2001年5月初版。
- 鄒景雯著，《傳略蘇志誠：九十年來最具爭議的權力人物》。台北：四方書城。2002年4月初版。